# Аурская волость
Аурская волость (латыш. Auru pagasts) — одна из территориальных единиц Добельского края. Находится на Земгальской равнине Среднелатвийской низменности и частично в районе Лиелауцских холмов Восточно-Курземской возвышенности.
Граничит с городом Добеле, Кримунской, Пенкульской, Наудитской, Аннениекской, Терветской и Добельской волостями своего края.
Наиболее крупные населённые пункты Аурской волости: Аури (волостной центр), Гардене, Кирпени, Лиепзиеди, Лиелберзе, Берзкрасти, Рупниеки.
По территории волости протекают реки: Алаве, Берзе, Сесава, Грауздупе.
Крупные водоёмы: озеро Апгулдес.
Наивысшая точка: Пучу калнс (92,2 м).
Национальный состав: 61,5 % — латыши, 19,2 % — русские, 7,6 % — белорусы, 4 % — украинцы, 3,4 % — литовцы, 2,2 % — поляки.
Волость пересекают автомобильные дороги Добеле — Бауска, Елгава — Аннениеки, Пуре — Гривайши и железнодорожная линия Рига — Реньге (остановочный пункт Аури).

## История
Территория волости некогда находилась во владении Ливонского ордена, позднее входила в состав Курляндского герцогства и Курляндской губернии. Здесь располагались Адамское, Аурское, Лиелберзское, Мазапгулдское, Пакайшское, Тилское поместья, а также Мазбергское и Вейкское полупоместья.
В 1935 году территория Аурской волости составляла 56 км², на ней проживало 1452 человека.
В 1945 году в Аурской волости Елгавского уезда были образованы Аурский и Кримунский сельские советы. В 1949 году произошла отмена волостного деления, и Аурский сельсовет вошёл в состав Добельского района.
В 1954 году к Аурскому сельсовету была присоединена территория ликвидированного Кримунского сельсовета. В 1963 и 1968 годах последовали ещё ряд обменов территориями с соседними сельсоветами.
В 1990 году Аурский сельсовет был реорганизован в волость. В 2009 году, при расформировании районов, Аурская волость вошла в состав Добельского края.
В 2007 году в волости находилось 14 экономически активных предприятий, 1050 частных хозяйств, Аурская и Гарденская основные школы, туберкулёзная больница «Лиелберзе», фельдшерский и акушерский пункт, аптека, лесное хозяйство, 2 почтовых отделения.

## Известные уроженцы и жители
- Август Деглавс (1862—1922) — латышский писатель, журналист и книгоиздатель.
- Арвидс Парупс (1890—1946) — латышский дирижёр, первый руководитель Латвийского национального симфонического оркестра.
- Есминя-Михельсоне, Лизете (1872—1934) — латвийская актриса, оперная певица (сопрано).